# Primož Lorenčak
Primož Lorenčak, slovenski kemik, * 17. december 1950, Celje.
Izhaja iz umetniške družine, njegova starša sta bila slikarja Milan Lorenčak (1921–2003) in Darinka Pavletič-Lorenčak.

## Delo
Diplomiral je iz kemije leta 1974 na Fakulteti za kemijo in kemijsko tehnologijo v Ljubljani. Pet let je delal v podjetju Aero v Celju, nato pa odšel v Nemčijo. Leta 1985 je doktoriral pri profesorju Curtu Wentrupu na univerzi v Marburgu. Tema doktorske naloge so bili reaktivni intermediati, ki niso stabilni pri normalni temperaturi. Primeri takšnih intermediatov so dimeri cianovodikove kisline.Velik del doktorske naloge se ukvarja z reaktivnimi intermediati, ki nastanejo pri pirolizi derivatov Meldrumove kisline. Nato je bil dve leti podoktorski raziskovalec na Univerzi Michigana v mestu Ann Arbor, ZDA. Tam se je ukvarjal z mikrovalovnim določevanjem strukture raznih molekul, predvsem napetih ozonidov.
Po vrnitvi v Nemčijo je do upokojitve delal pri podjetju BASF v Ludwigshafnu. Najprej je delal v razvoju novih kemikalij za izdelavo papirja. Kasneje je sodeloval pri zgradnji nove datoteke, ki vsebuje fizikalne, kemične in regulatorične lastnosti vseh proizvodov podjetja BASF.
Po upokojitvi se angažira v škofiji Speyer. Predava o antropocenu, o spremembi podnebja in o encikliki Laudato Si' papeža Frančiška.Od marca 2022 naprej je predsednik pevskega društva BASF Gesangverein e.V.
Je soavtor 17 strokovnih člankov na področju organske in fizikalne kemije, 18 člankov o kemiji izdelovanja papirja in nekaj patentov.

## Priznanja
- 1975: Nagrada Krke[6]

- 1979: Nagrada Inovator mesta Celja

- 2000: BASF Innovation award[7]

## Seznam publikacij
1. Heterocycles. CXXVII. Action of Sulfur on Some Heterocyclic Compounds. Formation of Thioamides, Oxidative Cyclization and Thiation. Kramberger, L.; Lorenčak, P.; Polanc, S.; Verček, B.; Stanovnik, B.; Tišler, M.; Považanec, F. J. Heterocycl. Chem. 1975, 12, 337-342.
2. Real-time Analysis of Heterocumulenes C4H4O by Tandem Mass Spectrometry (MS/MS). Maquestiau, A.; Pauwels, P.; Flammang, R.; Lorenčak, P.; Wentrup, C. Spectrosc.: Int. J. 1984, 3, 173-176.
3. Mechanism of Fragmentation of Alkylidene-Meldrum's Acids. Carboxyketene, Vinylketene, and Methyleneketene Intermediates from 5-Cyclopentylidene- 2,2-dimethyl-1,3-dioxane-4,6-dione. Wentrup, C.; Gross, G.; Berstermann, H.-M.; Lorenčak, P. J. Org. Chem. 1985, 50, 2877-2881.
4. Unsaturated Ketenes: A Study of their Formation and Rearrangement by Tandem Mass Spectrometry and Low-Temperature Infrared Spectroscopy. Maquestiau, A.; Pauwels, P.; Flammang, R.; Lorenčak, P.; Wentrup, C. Organic Mass Spectrom. 1986, 21, 259-265.
5. A Stable Methyleneketene and the Stepwise Fragmentation of Meldrum's Acids. Lorenčak, P.; Pommelet, J. C.; Chuche, J.; Wentrup, C. J. Chem. Soc., Chem. Commun. 1986, 369-371.
6. Iminoacetonitrile, an HCN Dimer: I.R. Identification in an Argon Matrix. Lorenčak, P.; Raabe, G.; Radziszewski, J. J.; Wentrup, C. J. Chem. Soc., Chem. Commun. 1986, 916-918.
7. C2H2N2 Isomers in the Gas Phase: Characterization of CH2=N-CN and HN=CH-CN by Collisional Activation Mass Spectrometry. Wentrup, C.; Lorenčak, P.; Maquestiau, A.; Flammang, R. Chem. Phys. Letters 1987, 137, 241-244.
8. Primary Ethynamines (H-CºC-NH2, Ph-CºC-NH2), Aminopropadienone (H2N‑CH=C=C=O) and Imidoylketene (HN=CH-CH=C=O). Preparation and Identification of Molecules of Cosmochemical Interest. Wentrup, C.; Briehl, H.; Lorenčak, P.; Vogelbacher, U.J.; Winter, H.-W.; Maquestiau, A.; Flammang, R. J. Am. Chem. Soc. 1988, 110, 1337-1343.
9. The Interrelationship between Carboxy(vinyl)ketenes, Methyleneketenes, Vinylketenes, and Hydroxyacetylenes. Wentrup, C.; Lorenčak, P.; J. Am. Chem. Soc. 1988, 110, 1880-1883.
10. The Microwave Spectrum and Structure of Allyl Alcohol. Badawi, H.; Lorenčak, P.; Hillig, K.W. II; Imachi, M.; Kuczkowski, R.L. J. Mol. Struct. 1987, 162, 247-54.
11. Microwave Spectrum and Structure of Cyclobutene Ozonide (2,3,7-Trioxabicyclo [2.2.1]heptane). Borseth, D.; Lorenčak, P.; Badawi, H.; Hillig, K.W.II; Kuczkowski, R.L.; Mendelhall G.D. J. Mol. Struct. 1988, 190, 125-33.
12. Microwave Spectrum and Structure of 2,3,7-Trioxabicyclo[2.2.1]hept-5-ene. Lorenčak, P.; Kuczkowski, R.L. J. Phys. Chem., 1989, 93, 2276-79.
13. The microwave and far-infrared spectra and the geometry of 8-oxabicyclo[3.2.1] octane. Eggiman, T.; Smithson, T.L.; Wieser, H.; Lorenčak, P.; Bergquist, P.; Badawi, H.; Sibley, S.P.; Kuczkowski, R.L.; Can. J. Chem. 1990, 68,  267-271.
14. Spectroscopy of 1,4,4-Trifluorocyclobutene. Craig, N.C.; Kim, H.; Lorenčak, P.; Sibley, S.P.; Kuczkowski, R.L. J. Mol. Struct. 1990, 223, 45-61.
15. PE-Spektren und Pyrolysen stickstoffreicher Kohlenstoff-Verbindungen: CN4, C2N4, C2H2N4, C4H6N4 und C5H4N4. Bock, H.; Dammel,R.; Lorenčak, P.; Wentrup, C. Z. Naturforsch. 1990, 45b, 59-71.
16. Synthesis of a-Cyano Carbonyl Compounds by Flash Vacuum Thermolysis of (Alkylamino)methylene Derivatives of Meldrum's Acid. Evidence for Facile 1,3 Shifts of Alkylamino and Alkylthio Groups in Imidoylketene Intermediates. Ben Cheikh, A.; Chuche, J.; Manisse, N.; Pommelet, J.C.; Netsch, K.-P.; Lorenčak, P.; Wentrup, C. J. Org. Chem. 1991, 56, 970-975.
17. HCN Dimers: Iminoacetonitrile and N-Cyanometanimine. Evans, R.A.; Lorenčak, P.; Ha, T.-K.; Wentrup, C. J. Am. Chem. Soc. 1991, 113, 7261-7276.